# Biblioteca Pública de Goicoechea
La Biblioteca Pública de Goicoechea está situada en la provincia de San José, cantón de Goicoechea. Forma parte del Sistema Nacional de Bibliotecas (SINABI) ente encargado de la regulación de las bibliotecas en Costa Rica. Como Biblioteca pública, la institución está dirigida a toda la población en general, ofreciendo una serie de servicios y programas que facilitan la participación a los ciudadanos.

## Reseña histórica
La asociación Pro-Biblioteca Pública constituida por el Club de leones logró en el año 1992, a través de su esfuerzo y actividades, la donación del terreno en donde se construiría la Biblioteca Pública de Guadalupe. La donación fue hecha por parte de la Municipalidad de Goicoechea al Ministerio de Cultura.
En 1995 se inicia la construcción de la primera etapa y el 20 de noviembre del mismo año se hace entrega del inmueble a la Dirección General de Bibliotecas. En julio de 1997 se inicia la construcción de la segunda etapa la cual concluye el 8 de enero de 1998, quedando detalles pendientes. Se inicia la tercera etapa el 17 de febrero de 2001 y se entrega el edificio completamente terminado en julio de 2001.
En marzo del 2002 se inaugura el edificio pero es a partir del 18 de septiembre de 2002 que las puertas de la biblioteca se abren al público quien le dio gran acogida, lo cual se demuestra con la afluencia de usuarios a esta institución.
Según la estimación realizada por el Instituto Nacional de Estadística y Censos (INEC) la población en el cantón de Goicoechea para el año 2011, la cantidad de habitantes era de 126776 de los cuales: 17139 corresponde a niños con edades de los 0 a los 9 años, 22011 corresponde a adolescentes entre los 10 y 19 años, 73235 corresponde a adultos entre los 20 y 59 años y 14391 corresponde a adultos mayores de 60 años o más.
Esto nos da un vistazo de la población inscrita en el cantón donde se ubica la biblioteca. Además, muestra cómo se distribuye dicha población en relación con su edad y en como esto puede llegar a influir en los distintos servicios y programas que ofrece la institución, los cuales están dirigidos mayormente a niños y adultos mayores.
- Programas

Entre los programas que ofrece la biblioteca tenemos uno orientado a los niños llamado “Soy bebe y me gusta leer”. Este programa promueve el hábito y el placer por la lectura en los niños de 0 a 5 años y muchas otras actividades que realiza la biblioteca, y en las que participan los padres.
Incluye varias actividades donde se fomentan valores mediante la lectura, cine infantil y talleres que desarrollen actividades manuales y artísticas, entre otras, permitiendo así la interacción de los niños y niñas con el mundo de la lectura y el libro como herramienta de aprendizaje.
Algunos consejos que ofrece el programa a padres y madres de familia son: La importancia de inculcar la lectura de los bebes desde la cuna, la necesidad de que la lectura se convierta en un hábito para los niños y que la practiquen con disciplina, es decir, leyendo a una hora preconcebida evitando distracciones.
Otro programa ofrecido por la biblioteca es el de “Informática Comunidad” el cual fue creado en julio del 2013, está orientado hacia los adultos mayores y su finalidad consiste en ofrecer los conocimientos necesarios para el uso y manejo de un computador.
Este programa busca brindar apoyo a un sector de la comunidad que muchas veces es apartado, o que su familia no le brindan el apoyo que necesitan. Adicionalmente tiene como meta darles el conocimiento y habilidades para que por medio de herramientas tecnológicas interactúen con su familia.
- Servicios

La biblioteca pública de Goicoechea cuenta con una gran variedad de servicios orientados a brindar apoyo a la comunidad facilitando el uso de herramientas de información. La biblioteca ofrece cursos de inducción a los usuarios en el manejo de las tecnologías y el uso de diferentes servicios. También ofrece orientación al usuario según sus necesidades dando la posibilidad de ofrecer referencias al usuario de otras bibliotecas públicas o la biblioteca nacional.
La biblioteca posee el mobiliario necesario para el trabajo grupal e individual y acceso a internet inalámbrico. También permite la posibilidad de copiar o reproducir material seleccionado en la biblioteca respetando la Ley de derechos de autor y derechos conexos.
Igualmente, la biblioteca ofrece el préstamo a sala de libros, revistas y periódicos, el préstamo a domicilio a personas inscritas a la institución y el préstamo inter bibliotecario entre bibliotecas a través de convenios.

## Sistema Nacional de Bibliotecas
Las bibliotecas públicas son centros de información bibliográfica y extensión cultural, que ponen a disposición de la población gran variedad de obras representativas de conocimiento universal; además, desarrollan una labor de fomento al hábito de la lectura y difusión de la información de carácter recreativo, informativo y educativo. 
En Costa Rica existen actualmente 56 bibliotecas públicas de las cuales, 31 son oficiales y 25 semioficiales. Las bibliotecas públicas oficiales son aquellas cuya administración y mantenimiento recae directamente en el SINABI y el Ministerio de Cultura y Juventud. Las bibliotecas públicas semioficiales son administradas mediante un convenio por municipalidades, asociaciones de desarrollo comunal, fundaciones o cualquier otra organización interesada.
También se ofrece un servicio de bibliobús que es utilizado como un medio de extensión bibliotecaria y fomento a la lectura en las comunidades con menos oportunidades y que no cuentan con una biblioteca
El Sistema Nacional de Bibliotecas (SINABI) está constituido por la Biblioteca Nacional, la Red de Bibliotecas Públicas, la Fonoteca Nacional y las Agencias ISBN e ISSN. A través de su dirección general se favorece el reacondicionamiento de la Biblioteca Nacional y la creación y desarrollo de bibliotecas públicas en los gobiernos locales.
El origen histórico del Sistema Nacional de Bibliotecas se remonta a 1890, cuando se estableció la dirección general de bibliotecas gracias a la labor de don Miguel Obregón Lizano quien fundó y organizó la Biblioteca Nacional. El señor Obregón fungió como director general entre 1890 y 1915, y en reconocimiento a su gran labor, la Biblioteca Nacional lleva su nombre.
La Biblioteca Nacional “Miguel Obregón Lizano” tiene la responsabilidad de recopilar y conservar el patrimonio bibliográfico nacional. Su colección documental está conformada por libros nacionales y volúmenes extranjeros, colecciones hemerográficas que contiene revistas nacionales y extranjeras, además de periódicos, audiovisuales y una colección de obras de referencia.
Recientemente se creó la Fonoteca Nacional cuyas oficinas se encuentran en la primera planta de la Biblioteca nacional. Su función es la de recuperar, conservar, preservar y difundir el patrimonio sonoro musical que se produce el país. Además, a través de la fonoteca virtual, se facilita el acceso en línea a los usuarios de todo el material musical contenido en ella. 
Desde el SINABI se emiten políticas, se formulan objetivos y los programas de trabajo de las bibliotecas que los conforman, se gestiona la consecución y asignación oportuna de los recursos de equipo, humanos y financieros, requeridos para el logró de los objetivos institucionales.